# Gyokuon-hōsō

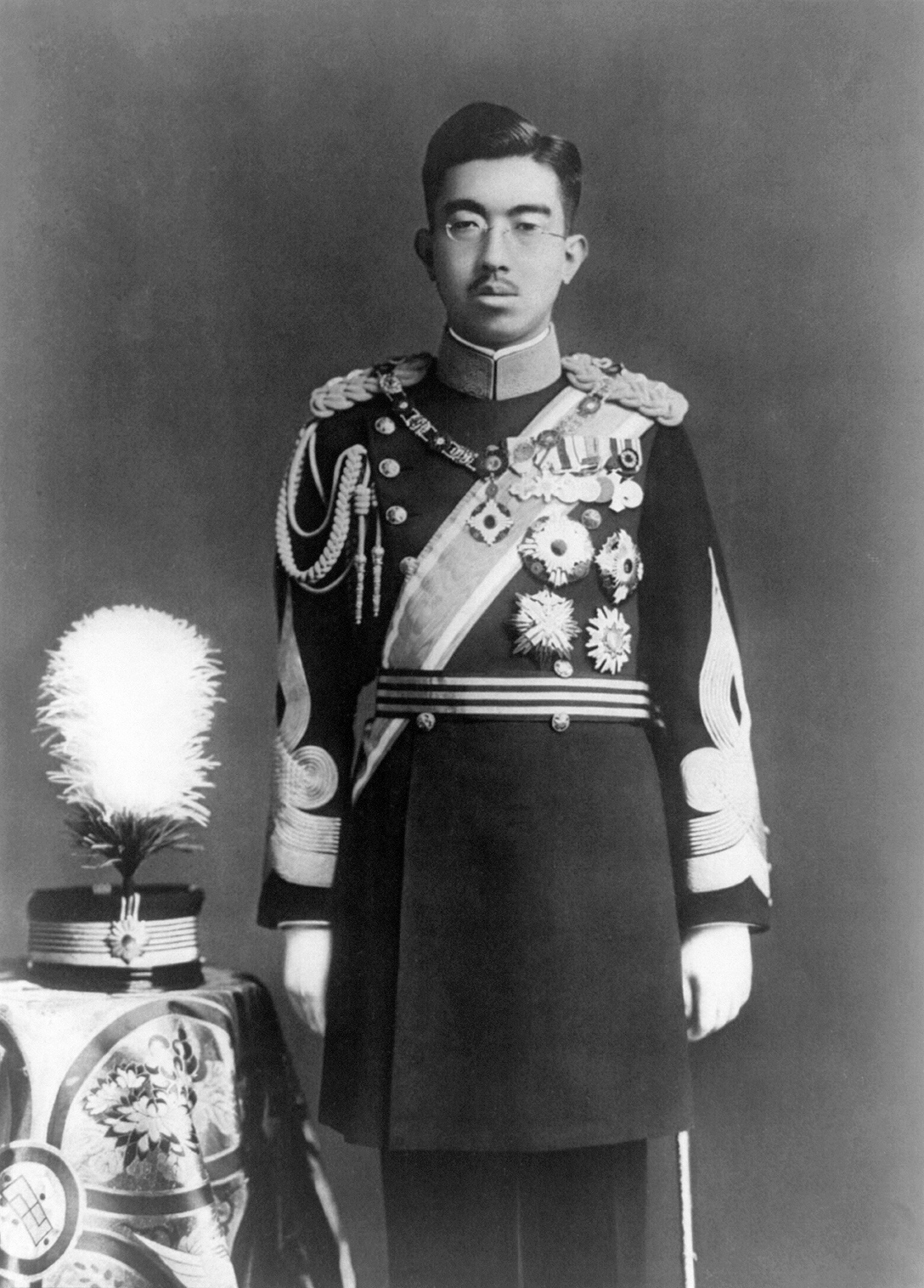
Hirohito.

Le Gyokuon-hōsō (玉音放送, littéralement « Voix radiodiffusée du Joyau ») est l’allocution radiophonique que l’empereur du Japon Hirohito adressa à la population de l’archipel le 15 août 1945, lui annonçant que le pays acceptait les termes de la Déclaration de Potsdam, mettant ainsi fin à la guerre du Pacifique, et donc à la Seconde Guerre mondiale. Le traité formel de capitulation serait signé le 2 septembre 1945.

## Circonstances
Le 8 mai 1945, l’Allemagne nazie signe ses actes de capitulation mettant fin aux opérations militaires en Europe.
Le 9 juillet suivant, les Américains planifient l’opération Downfall destinée à envahir l’archipel du Japon.
Le 26 juillet, depuis la conférence de Potsdam, les « Trois Grands » remettent un ultimatum aux Japonais. Une déclaration, le 29, du Premier ministre nippon Kantarō Suzuki, est interprétée comme une volonté d'ignorer cet avertissement.
Le 2 août 1945, quittant Potsdam, le président américain Harry Truman apprend que l’opération Olympic, première phase de l’opération Downfall consistant en l’invasion de l'île de Kyūshū prévue pour novembre 1945 est compromise par l’augmentation des forces[réf. nécessaire] de l’armée impériale japonaise sur l’île. L’option Bombe A est alors retenue.
Les 6 et 9 août 1945 ont lieu les bombardements atomiques sur les villes de Hiroshima et Nagasaki.
L'entrée en guerre de l'Union soviétique et ses opérations dans les territoires contrôlés par le Japon qui suit, débutant par l'offensive de grande ampleur contre le protectorat japonais du Mandchoukouo (Mandchourie), ce même 9 août, précipita la décision de Hirohito d’ordonner la fin des combats. Il demanda alors à son garde des Sceaux Kōichi Kido d’organiser une conférence impériale pour « contrôler la situation » car « l’Union soviétique a déclaré la guerre et lancé les hostilités contre nous ». Au cours de cette conférence tenue dans la nuit du 9 au 10, l’Empereur annonça sa décision de se rendre à l’ultimatum des Alliés et demanda la préparation d’une déclaration impériale à la condition que cette déclaration « ne porte pas préjudice aux prérogatives de Sa Majesté à titre de Souverain ».
Le 12, Hirohito informa officiellement la famille impériale de sa décision. Le prince Yasuhiko Asaka, l’un des oncles de l’Empereur, lui demanda alors : « La guerre continuera-t-elle si l’institution impériale et la politique nationale (kokutai) ne peuvent être préservées ? », ce à quoi Hirohito répondit laconiquement : « Bien sûr ».
Le 14, un petit groupe de militaires opposés à la reddition (incident de Kyūjō) tenta de subtiliser l’enregistrement sur disque phonographique qui venait d’être effectué (tentative déjouée par Yoshihiro Tokugawa). Cette mutinerie fut matée, tandis que Hirohito approuvait la déclaration impériale. Le lendemain à 11 heures passées, le disque sur lequel la déclaration du Tennō fut gravée est diffusé sur les ondes de la NHK, la radio nationale japonaise, bien que ce jour-là un deuxième groupe de mutins tentât, sans succès là aussi, de prendre le contrôle de la station de radio.
Pour la première fois, plusieurs millions de Japonais entendirent la voix de leur souverain, mais ne purent saisir tout le sens des déclarations de l’Empereur, celui-ci s’exprimant dans un japonais archaïque, utilisé uniquement dans l’ancienne cour impériale, et qui était donc incompréhensible pour le commun de la population. De plus, l’enregistrement audio de mauvaise qualité et l’Empereur ne faisant pas directement référence à la capitulation et à la défaite, mais plutôt à l’acceptation des termes de la conférence de Potsdam, ajoutèrent à la confusion. Ces inconvénients avaient été prévus, c’est pourquoi un commentateur japonais de la radio expliqua clairement aussitôt après la diffusion du discours le sens du message aux auditeurs, à savoir que le Japon avait perdu la guerre et que celle-ci était enfin terminée.
Le 17, Hirohito émit un « édit aux soldats et aux marins » leur ordonnant de déposer les armes et liant sa décision de procéder à la reddition à l’invasion soviétique du Mandchoukouo, passant sous silence les bombardements atomiques.
Le 2 septembre, le Japon signa ses actes de capitulation en présence du général Douglas MacArthur, commandant du sud-ouest Pacifique et commandant suprême des forces alliées, ainsi que des représentants des autres puissances alliées, sur le pont de l’USS Missouri ancré dans la baie de Tokyo.
La Seconde Guerre mondiale prenait ainsi définitivement fin.

## Contenu
Le texte de la déclaration en français est adapté de la traduction du livre Hiro-Hito : L’empereur ambigu d’Edward Behr. Il est également repris à l’identique dans le livre Les 100 discours qui ont marqué le XXe siècle.

« À Nos bons et loyaux sujets,

Après avoir mûrement réfléchi aux tendances générales prévalant dans le monde et aux conditions actuelles de Notre Empire, Nous avons décidé de régler, par une mesure exceptionnelle, la situation en cours.

Nous avons ordonné à Notre Gouvernement de faire savoir aux Gouvernements des États-Unis, du Royaume-Uni, de la Chine et de l'Union soviétique, que Notre Empire accepte les termes de leur Déclaration commune.

Nous efforcer d'établir la prospérité et le bonheur de toutes les nations, ainsi que la sécurité et le bien-être de Nos sujets, telle est l'obligation qui Nous a été solennellement transmise par Nos Ancêtres Impériaux et que Nous portons dans Notre Cœur. C'est d'ailleurs du fait de Notre sincère volonté d'assurer la sauvegarde du Japon et la stabilité du Sud-Est asiatique que Nous avons déclaré la guerre à l'Amérique et au Royaume-Uni, car la pensée d'empiéter sur la souveraineté d'autres nations ou de chercher à agrandir notre territoire était bien éloignée de Nous. Mais voici maintenant près de quatre années que le conflit se prolonge. Bien que chacun ait fourni ses meilleurs efforts – en dépit des vaillants combats menés par Nos forces militaires et navales, de la diligence et de l'assiduité de Nos serviteurs et dévouement de Nos cent millions de sujets – la guerre a suivi son cours, mais pas nécessairement à l'avantage du Japon, tandis que les tendances générales prévalant dans le monde se sont toutes retournées contre ses intérêts. En outre, l'ennemi a mis en œuvre une bombe nouvelle d'une extrême cruauté, dont la capacité de destruction est incalculable et décime bien des vies innocentes. Si Nous continuions à combattre, cela entraînerait non seulement l'effondrement et l'anéantissement de la nation japonaise, mais encore l'extinction complète de la civilisation humaine. Cela étant, comment pouvons-Nous sauver les multitudes de Nos sujets ? Comment expier Nous-mêmes devant les esprits de Nos Ancêtres Impériaux ? C'est la raison pour laquelle Nous avons donné l'ordre d'accepter les termes de la Déclaration commune des Puissances.

Nous ne pouvons qu'exprimer le sentiment de notre plus profond regret à Nos Alliés du Sud-Est asiatique qui ont, sans faillir, coopéré avec Notre Empire pour obtenir l'émancipation des contrées orientales. La pensée des officiers et soldats, ainsi que de tous les autres, tombés au champ d'honneur, de ceux qui ont péri à leur poste, de ceux qui ont trépassé avant l'heure et de toutes leurs familles endeuillées, Nous serre le cœur nuit et jour. Le bien-être des blessés et des victimes de la guerre, et de tous ceux qui ont perdu leur foyer et leurs moyens d'existence, est l'objet de Notre plus vive sollicitude. Les maux et les douleurs auxquels Notre nation sera soumise à l'avenir vont certainement être immenses. Nous sommes pleinement conscient des sentiments les plus profonds de vous tous, Nos sujets.

Cependant, c'est en conformité avec les décrets du temps et du sort que Nous avons résolu d'ouvrir la voie à une ère de paix grandiose pour toutes les générations à venir en endurant ce qui ne saurait être enduré et en supportant l'insupportable. Ayant pu sauvegarder et maintenir la structure de l'État impérial, Nous sommes toujours avec vous, Nos bons et loyaux sujets, Nous fiant à votre sincérité et à votre intégrité. Gardez-vous très rigoureusement de tout éclat d'émotion susceptible d'engendrer d'inutiles complications ; de toute querelle et lutte fratricides qui pourraient créer des désordres, vous entrainer hors du droit chemin et vous faire perdre la confiance du monde. Que la nation entière se perpétue comme une seule famille, de génération en génération, toujours ferme dans sa foi en la pérennité de son sol divin, gardant toujours présents à l'esprit le lourd fardeau de ses responsabilités et la pensée du long chemin qu'il lui reste à parcourir. Utilisez vos forces pour les consacrer à construire l'avenir. Cultivez les chemins de la droiture ; nourrissez la noblesse d'esprit ; et travaillez avec résolution, de façon à pouvoir rehausser la gloire immanente de l'État impérial et vous maintenir à la pointe du progrès dans le monde. »

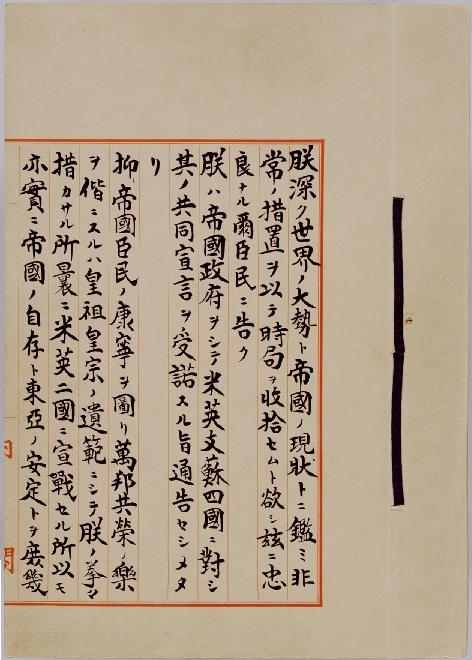
Page 1 (texte).
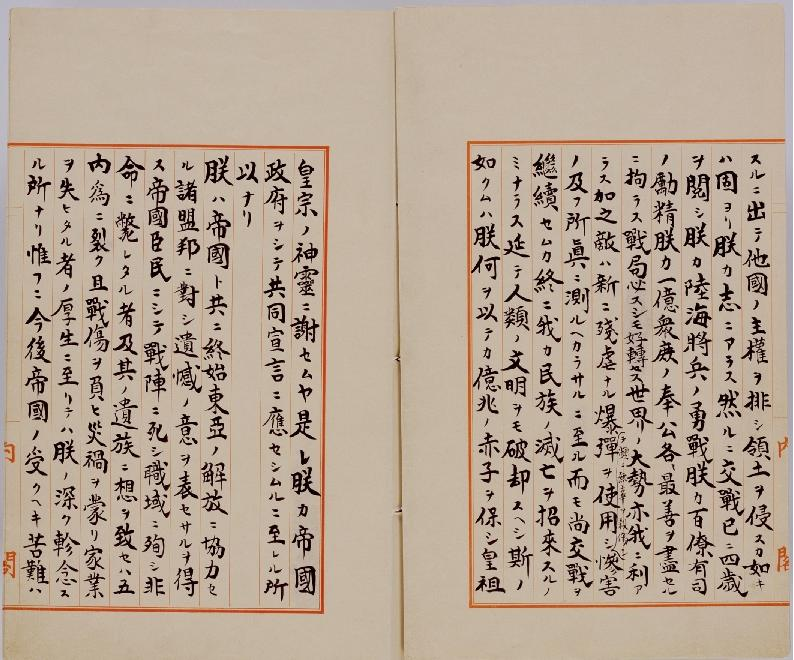
Pages 2 et 3 (texte).
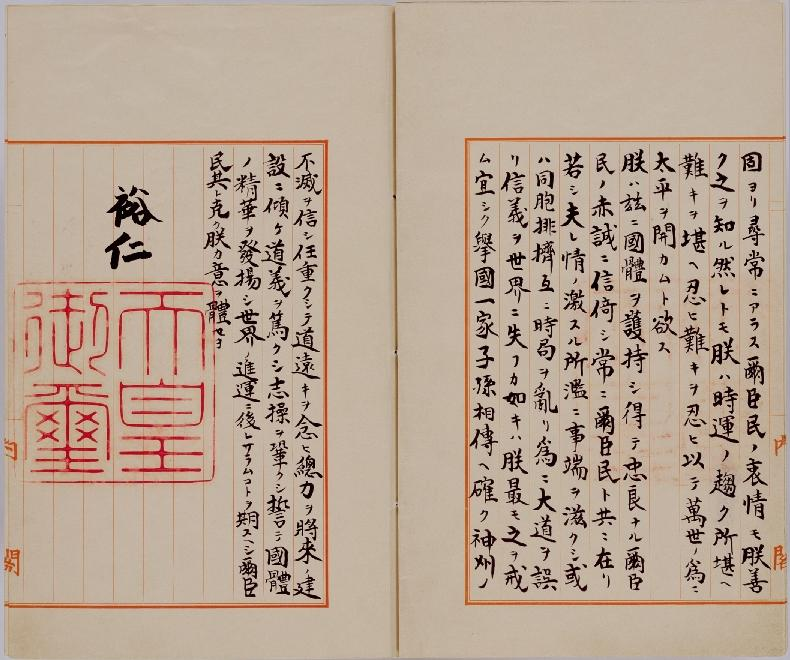
Pages 4 et 5 (texte et signature de l’Empereur).
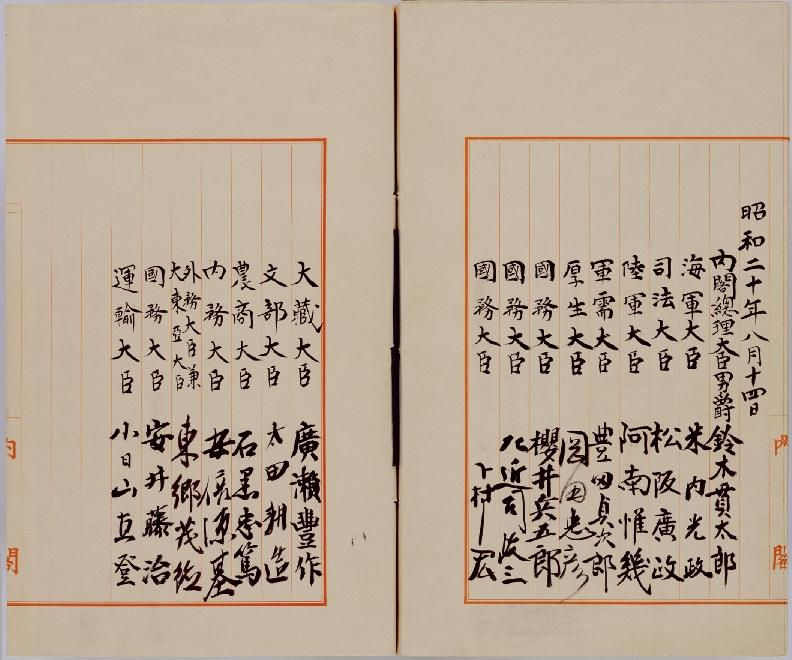
Pages 6 et 7 (signatures des ministres)
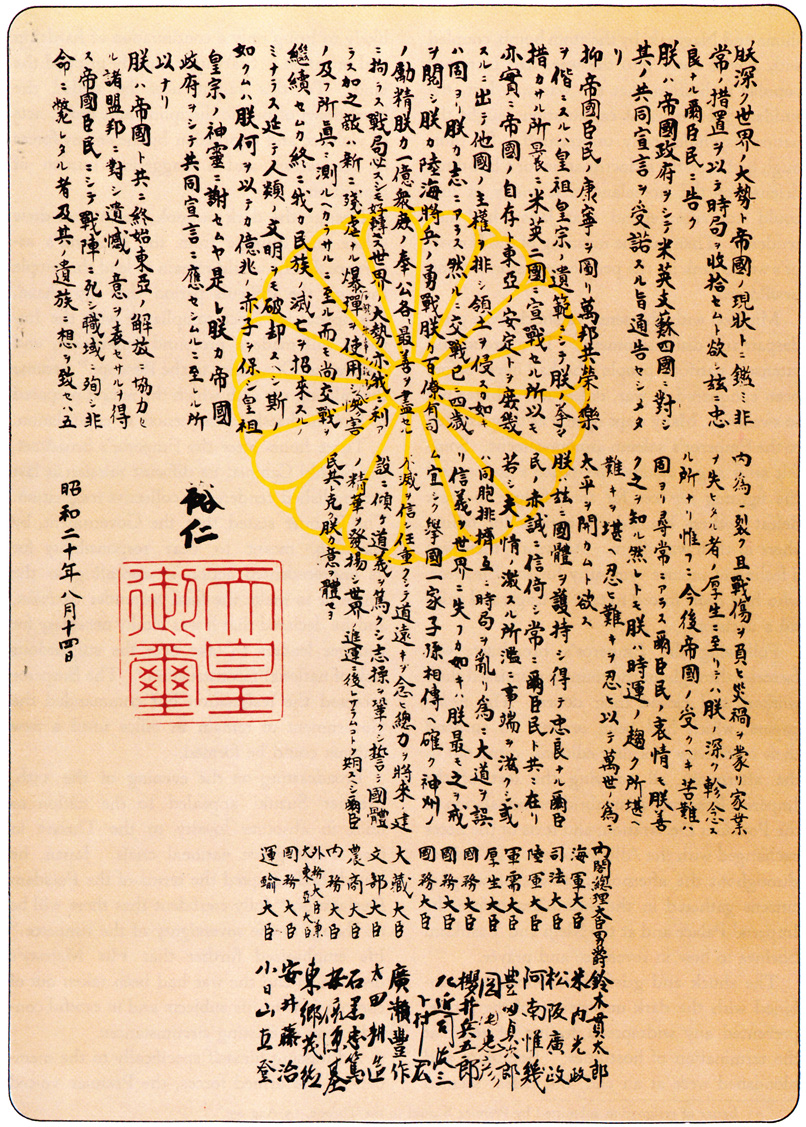
Déclaration sur une page unique

## Commémoration

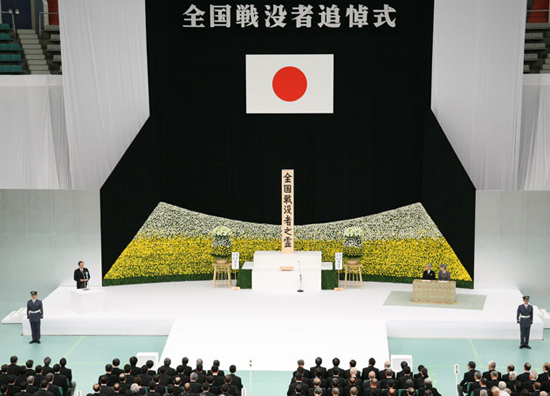
Cérémonie de commémoration de 2008

Au Japon, le 15 août est connu comme Jour de mémoire pour la fin de la guerre (終戦記念日, Shūsen-kinenbi (en)). Le nom officiel de cette journée est cependant Jour pour le deuil des morts à la guerre et de prière pour la paix (戦歿者を追悼し平和を祈念する日, Senbotsusha wo tsuitōshi heiwa wo kinensuru hi). Ce nom officiel fut adopté en 1982 par une ordonnance du gouvernement japonais.
Une cérémonie de commémoration dédiée à la mémoire des victimes de la guerre et de prière pour la paix est organisée tous les ans au Japon. Après le discours du Premier ministre, l'empereur et l'impératrice montent sur le podium pour une minute de silence, puis l'empereur prononce un message de condoléances.